# 1819年迪恩森林法令
《1819年迪恩森林法令》（英語：Dean Forest Act 1819；59 Geo 3 c 86）是英國國會的一項法令。
第1至6條由《1971年野生動物及森林法律法令》第1(4)條及附表 （页面存档备份，存于）廢除。
第9至11條由《1971年成文法（廢除）法令》附表第IX部廢除。

## 外部連結
- The Dean Forest Act 1819 （页面存档备份，存于）, as amended, from the National Archives.
- The Dean Forest Act 1819 （页面存档备份，存于）, as originally enacted, from the National Archives.